# Neoplocaederus basalis
Neoplocaederus basalis är en skalbaggsart som först beskrevs av Charles Joseph Gahan 1890.  Neoplocaederus basalis ingår i släktet Neoplocaederus och familjen långhorningar.
Artens utbredningsområde är:
- Angola.
- Gabon.
- Nigeria.

Inga underarter finns listade i Catalogue of Life.